# Потапов, Анатолий Петрович
Анатолий Петрович Потапов — советский хозяйственный, государственный и политический деятель.

## Биография
Родился в 1934 году в ныне Новгородской области. Член КПСС.
С 1955 года — на хозяйственной, общественной и политической работе. В 1955—1995 гг. — бригадир судосборщиков Балтийского судостроительного завода имени Серго Орджоникидзе Министерства судостроительной промышленности СССР.
Указами Президиума Верховного Совета СССР от 25 апреля 1975 года и от 10 марта 1981 года награждён орденами Трудовой Славы 3-й и 2-й степеней.
Указом Президиума Верховного Совета СССР от 7 февраля 1985 года награждён орденом Трудовой Славы 1-й степени.
Делегат XXVII съезда КПСС.
Умер в Санкт-Петербурге в 2008 году.